# 日本製紙
日本製紙株式会社（にっぽんせいし、英: Nippon Paper Industries Co., Ltd.）は、日本第2位（世界8位）の製紙業会社で、日本製紙グループの中核会社であり、家庭で利用する様々な商品を製造する。三井グループと芙蓉グループに属する。

## 概要
前身となる企業は十條製紙、東北振興パルプ（1968年（昭和43年）合併）、山陽国策パルプ（1993年（平成5年）合併）、大昭和製紙（2003年（平成15年）合併）の4社で、会社設立年度は存続会社・十條製紙の設立年度である1949年（昭和24年）としている。十條製紙と山陽国策パルプの合併で社名を日本製紙とした。
もともと、十條製紙は1949年（昭和24年）に過度経済力集中排除法によって旧王子製紙が3社に分割された内の1社である（他2社は苫小牧製紙、本州製紙）。1968年（昭和43年）に3社の再合併が発表されたものの実現には至らず、1996年（平成8年）新王子製紙（苫小牧製紙から改称した王子製紙と神崎製紙が合併）と本州製紙が合併、王子製紙が発足し、十條製紙だけが異なる道を歩むことになった。なお、3社分割時に十條製紙が旧王子製紙の創業地である王子工場（1943年閉鎖）跡も引き継いだため、日本製紙の登記上の本店所在地は現在も東京都北区王子一丁目である。
2001年（平成13年）に、持株会社日本ユニパックホールディングの下で日本製紙と大昭和製紙との経営統合が実施され、両社の洋紙営業部門はこの時に「日本紙共販」として合併した。2003年（平成15年）に日本製紙と大昭和製紙が正式に合併し「新生」日本製紙が誕生。またこのとき両社の板紙部門が整理・統合され、新たに日本大昭和板紙が発足した。2004年（平成16年）10月1日に持株会社の社名も株式会社日本製紙グループ本社に統一された。
洋紙事業の主力製品は、新聞用紙、印刷出版用紙、情報用紙、産業用紙の4種類。特に新聞用紙は、日本国内シェアの37%を占める。なお、印刷出版用紙は上質紙・塗工紙・微塗工紙など、情報用紙はノーカーボン紙・複写機用紙・感熱紙・インクジェット用紙など、産業用紙は紙コップ・壁紙など各種紙加工品の原紙やクラフト紙を指す。
2012年（平成24年）10月1日に、グループの板紙部門である日本大昭和板紙、紙パック部門である日本紙パック、化成品部門である日本製紙ケミカルの3社を吸収合併。さらに2013年（平成25年）4月1日に持株会社であった日本製紙グループ本社を吸収合併し、中核会社となった。
前身の十條製紙が三井財閥傘下の初代王子製紙の流れを汲み、同じく前身の山陽国策パルプが旧富士銀行をメインバンクとしていたことから三井グループと芙蓉グループに属しており、三井系の二木会・三井業際研究所・綱町三井倶楽部・月曜会・三井文庫 に加盟する一方芙蓉グループの社長会・芙蓉会 にも加盟している。ただし、三井広報委員会と芙蓉懇談会には加盟していない。

### 豪州でのグラフィック用紙事業からの撤退
2009年、日本製紙はオーストラリアを本拠地とする世界有数の紙専門商社PaperlinX（PPX）社の子会社であるオーストラリアンペーパー（AP）社の全株式を取得する株式売買契約をPPX社と締結、同年6月に株式取得を完了しAP社は日本製紙グループの一員となった。その主力工場がメアリーベール（Mary-vale）工場であり、ヴィクトリア州に立地する。
AP社はオーストラリア最大の印刷用紙メーカーとして50年以上の歴史を持ち、主力のブランドであるコピー用紙「Reflex!」は、オーストラリアにおいて約60%のシェアを有していた。メアリーベール工場が使用するチップは100%オーストラリア産で、材としてはユーカリとラジアータパインがメインとなっていた。
2019年10月には豪州・北米を中心に世界規模で事業展開するオローラ（Orora）社から、オーストラリア、ニュージーランド事業の板紙パッケージ部門を譲り受けることについて合意し、2020年4月30日に事業譲受けが完了。当該事業にAP社事業を組み込み、オパール（Opal）社として新たに事業をスタートさせた。成長する豪州・NZ市場での事業拡大、オセアニア事業の効率化、アジア・オセアニア地域でのパッケージ事業拡大を目的としたものであった。
まさにその時期に発生したオーストラリア森林火災 (2019年-2020年)により、ヴィクトリア州の天然林と野生生物が壊滅的な影響を受けるという事態が生じた。この火災によりヴィクトリア州の森林の31％が焼失し、湿地林の4分の1、および低地林の3分の1以上が影響を受け、200種近い希少種または絶滅危惧種の動物が生息地の半分以上を火災で失ったとされる。
AP社はOpal社に統合される以前より、ヴィクトリア州有林を管理する州の林業セクターVicForests（VF）社からヴィクトリア州産木材チップの原料を調達していた。
森林火災をきっかけとして、VF社は2021年より環境保護団体との間で希少動物保護の取組に関する裁判を行っていたが、2022年11月11日に豪州ヴィクトリア州裁判所よりVF社に対して伐採差止命令が下され、Opal社はグラフィック用紙の主原材料となる漂白パルプの原料として用いていたヴィクトリア州産ユーカリ材をVF社から調達することが不可能な状況になった。この事態を受けて2023年2月14日、日本製紙は豪州でのグラフィック用紙事業からの撤退を決定。
この撤退により、2024年3月期第1四半期において人員合理化による特別退職金を含む事業撤退関連損失として約49億円の特別損失を計上するとともに、2024年3月期においてOpal社のメアリーベール工場M2抄紙機の恒久停機に伴う固定資産の減損損失として約12億円の計上を見込んでいる。

## 事業所

### 本社・支社
- 本社
  - 東京都千代田区神田駿河台4丁目6番地（御茶ノ水ソラシティ内）
- 営業支社
  - 北海道営業支社・紙パック事業本部札幌営業所 - 札幌市中央区北2条西4丁目
  - 東北営業支社 - 仙台市青葉区五橋1-1-10
  - 中部営業支社・紙パック事業本部名古屋営業所 - 名古屋市中区栄4-1-1
  - 関西営業支社 - 大阪市北区野崎町5-9
  - 九州営業支社・紙パック事業本部福岡営業所 - 福岡市中央区天神1-4-2
  - 紙パック事業本部大阪営業所 - 大阪市中央区本町3-5-7
  - 紙パック事業本部仙台出張所 - 仙台市青葉区上杉3-3-46
  - ケミカル・新素材 関西営業部 - 大阪市中央区本町3-5-7

### 工場
基幹工場
- 石巻工場 - 宮城県石巻市南光町2-2-1
  - 1940年（昭和15年）12月操業開始。新聞用紙、印刷出版用紙、情報用紙を製造。
- 富士工場 - 静岡県富士市比奈798（2015年4月に旧・富士工場と旧・吉永工場を統合）
  - 吉永製造部 - 同上
  - 富士製造部 - 静岡県富士市蓼原600
    - 1951年（昭和26年）操業開始。新聞用紙、印刷出版用紙、情報用紙、産業用紙を製造。←2019年 停機予定
- 岩国工場 - 山口県岩国市飯田町2-8-1
  - 1939年（昭和14年）6月操業開始。印刷出版用紙、情報用紙、外販用パルプを製造。

その他工場
- 北海道工場

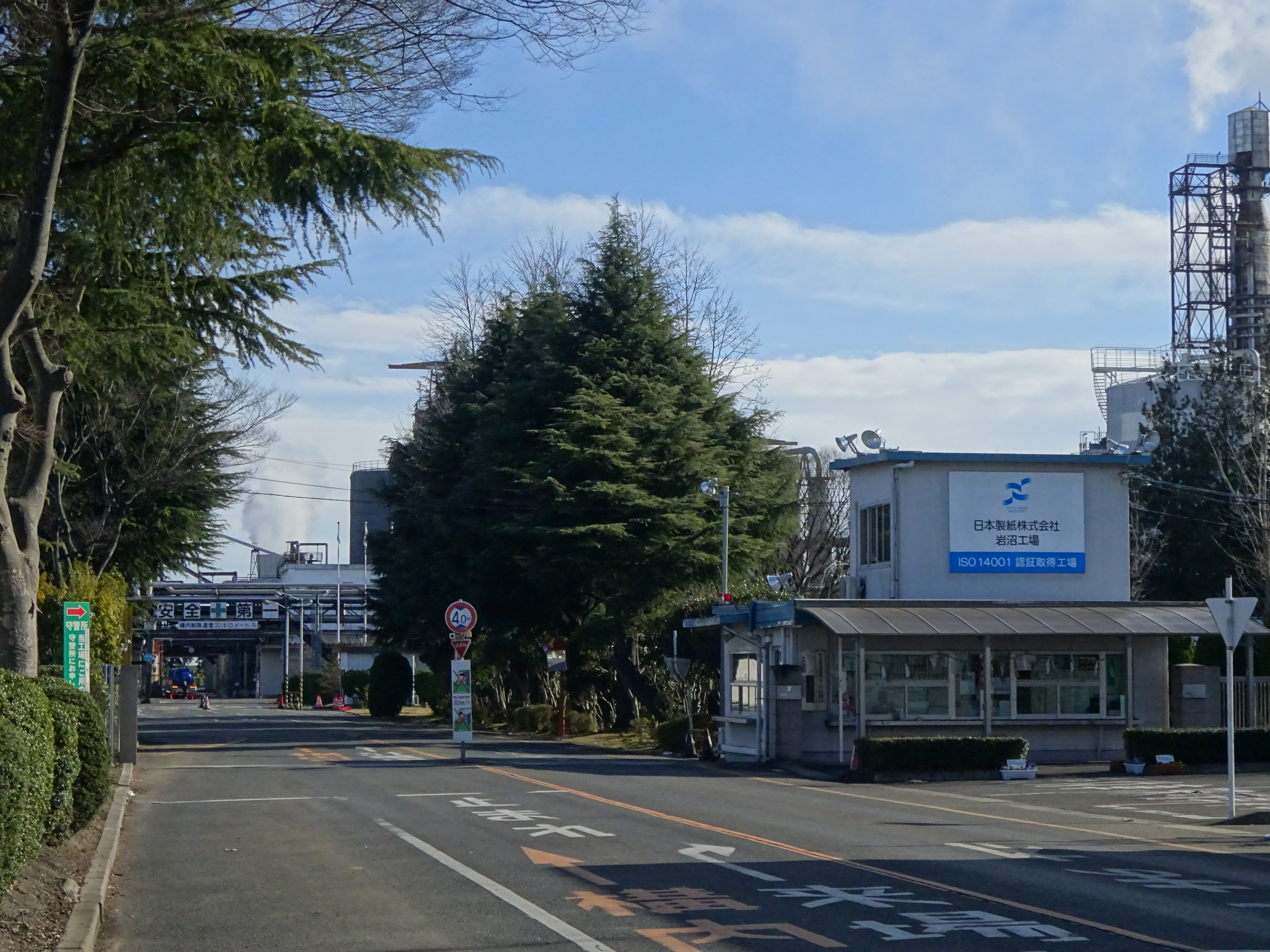
岩沼工場

  - 旭川事業所- 北海道旭川市パルプ町505-1
    - 1940年（昭和15年）6月操業開始。印刷出版用紙、情報用紙、産業用紙、板紙、外販用パルプを製造。

  - 白老事業所- 北海道白老郡白老町字北吉原181
    - 1960年（昭和35年）10月操業開始。印刷出版用紙、情報用紙、産業用紙を製造。
- 岩沼工場 - 宮城県岩沼市大昭和1丁目1番地
  - 1968年（昭和43年）10月操業開始。新聞用紙、印刷出版用紙を製造。
- 勿来工場 - 福島県いわき市勿来町窪田十条1
  - 1969年（昭和44年）11月操業開始。情報用紙を製造。
- 八代工場 - 熊本県八代市十条町1-1
  - 1924年（大正13年）9月操業開始。新聞用紙、印刷出版用紙、情報用紙、外販用パルプなどを製造。

板紙事業本部
- 秋田工場 - 秋田県秋田市向浜2-1-1

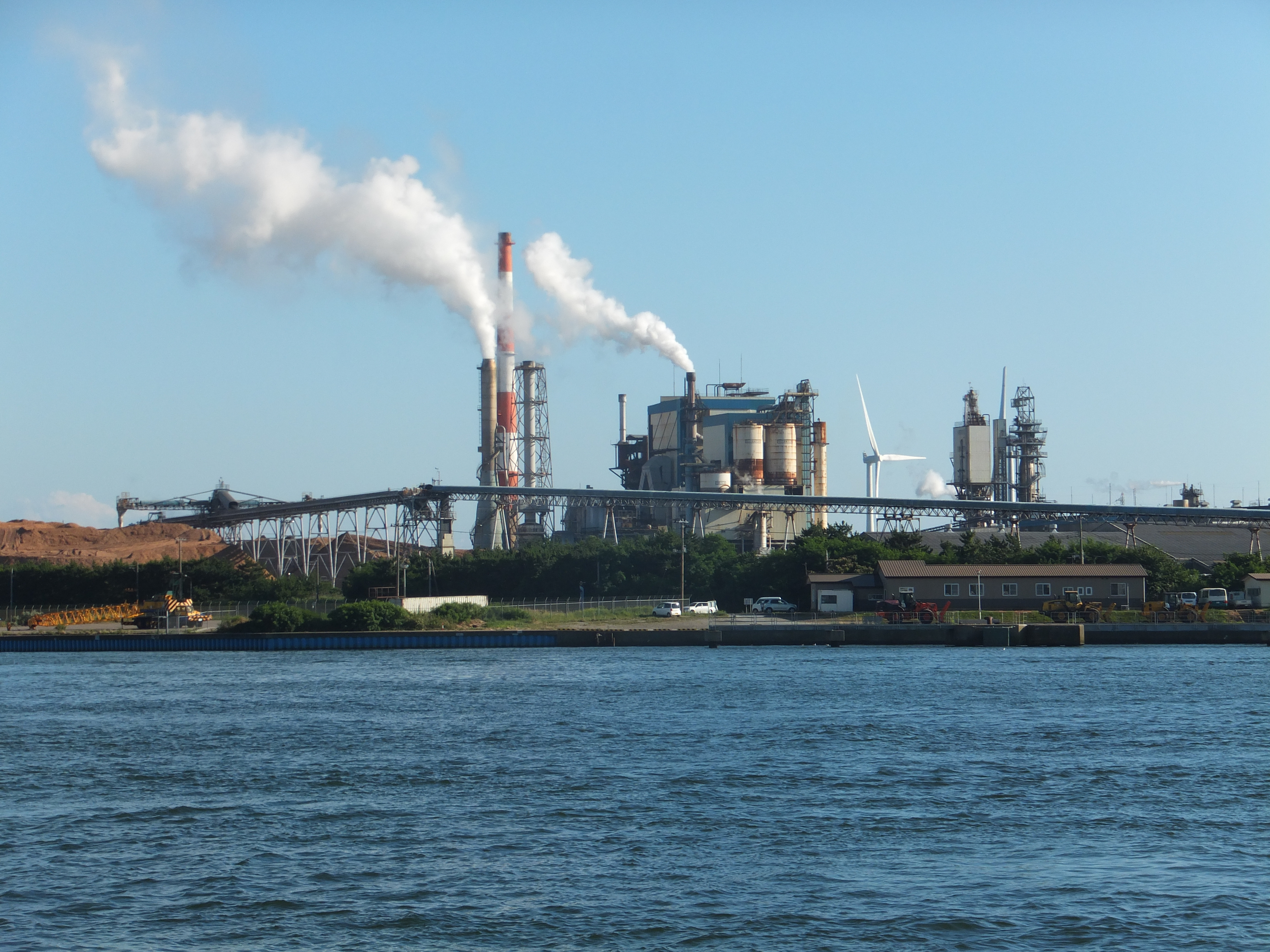
秋田工場

- 関東工場 - 埼玉県草加市松江4-3-39（2016年4月に旧・草加工場と旧・足利工場を統合）
  - 草加製造部 - 同上
  - 足利製造部 - 栃木県足利市宮北町12-7
- 大竹工場 - 広島県大竹市東栄2-1-18

紙パック事業本部
- 草加紙パック - 埼玉県草加市松江5-1-19
- 江川紙パック - 茨城県猿島郡五霞町江川2572
- 三木紙パック - 兵庫県三木市別所町巴9
- 石岡加工 - 茨城県石岡市柏原7-1
- 勿来フィルム - 福島県いわき市勿来町窪田十条1

ケミカル事業本部
- 江津事業所 - 島根県江津市江津町1280
- 岩国事業所 - 山口県岩国市飯田町2-8-1
- 東松山事業所 - 埼玉県東松山市東平1551
- 勇払製造所 - 北海道苫小牧市勇払143（旧勇払事業所）

### 研究所
- 研究開発本部 - 東京都北区王子5-21-1
  - 知的財産部
- 富士革新素材研究所 - 静岡県富士市比奈798
- 化成品研究所 - 山口県岩国市飯田町2-8-1
- 機能材料研究所 - 埼玉県東松山市東平1551

## 沿革

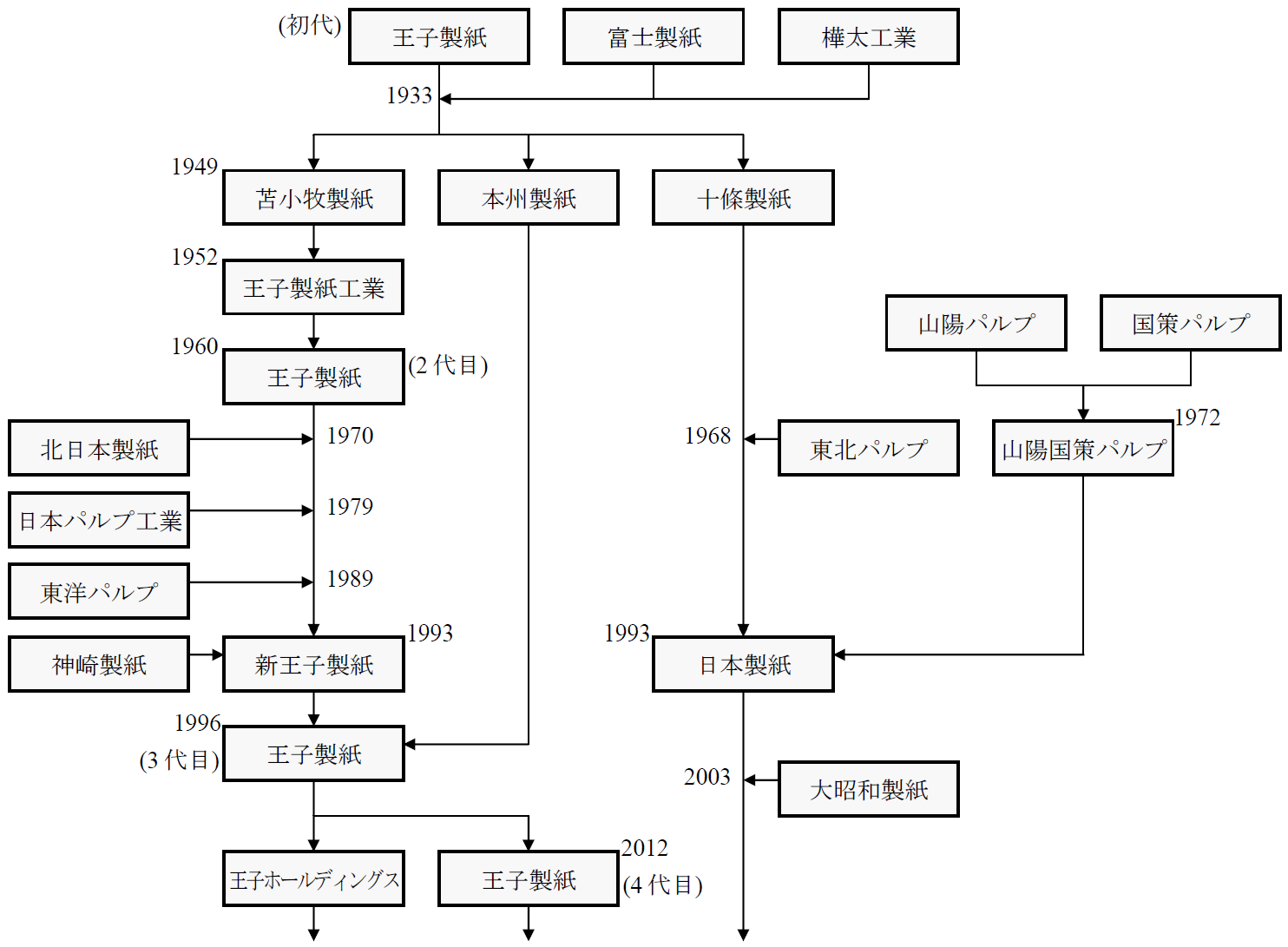
製紙各社のおおまかな合併図

### 十條製紙
- 1949年（昭和24年）
  - 8月1日 - 過度経済力集中排除法に基づく決定整備計画により旧王子製紙株式会社が3社に解体され、十條製紙株式会社設立。王子製紙より小倉・八代・坂本・都島・伏木・十條・釧路の7工場を継承。
  - 12月16日 - 東証1部に株式上場。
- 1963年（昭和38年）
  - 1月7日 - 四国飲料株式会社（のちの四国コカ・コーラボトリング、現在のコカ・コーラボトラーズジャパン）を設立。
  - 4月2日 - 十條キンバリー株式会社（現在の日本製紙クレシア）を設立。
- 1964年（昭和39年）2月1日 - 十條板紙株式会社を設立。
- 1965年（昭和40年）
  - 3月4日 - 釧路工場周辺に居住する従業員への福利厚生の一環として、筆頭株主として経営参加の上で大型商業施設十條サービスセンター開店。
  - 3月18日 - 十條セントラル株式会社（現在の日本紙パック）を設立。
- 1966年（昭和41年）
  - 11月 - 小倉工場閉鎖。
  - 12月 - 坂本工場閉鎖（翌年西日本製紙株式会社の工場として再稼動、1988年（昭和63年）9月再閉鎖）。
- 1968年（昭和43年）3月31日 - 東北パルプ株式会社を吸収合併。
- 1969年（昭和44年）11月1日 - 勿来工場操業開始。
- 1971年（昭和45年） - 十條サービスセンター経営救済のため、100%子会社化。
- 1973年（昭和48年）8月31日 - 十條工場閉鎖。
- 1980年（昭和55年）5月1日 - 秋田工場を分社化、十條パルプ株式会社を設立（1986年（昭和61年）3月19日工場操業停止、同年5月31日会社解散）。
- 1989年（平成元年）3月 - 東北製紙株式会社に資本参加。
- 1992年（平成4年）3月 - 東北製紙を完全子会社化。
- 1999年（平成11年）3月 - 十條サービスセンター閉店・会社解散。翌月、建物不動産を道東ラルズが買収し、ビッグハウス釧路店として再活用し、開店。

#### 東北パルプ
- 1938年（昭和13年）1月 - 人絹パルプ製造のため、旧王子製紙などの出資で東北振興パルプ株式会社設立。
- 1940年（昭和15年）12月 - 秋田工場、石巻工場操業開始。
- 1949年（昭和24年）12月 - 東北パルプ株式会社に社名変更。
- 1968年（昭和43年）3月31日 - 十條製紙に合併。

### 山陽国策パルプ

#### 山陽パルプ
- 1937年（昭和12年）5月 - 山陽パルプ工業株式会社設立。発起人はかつての“大王子”本体の関係者が中心とされる。
- 1939年（昭和14年）6月 - 岩国工場操業開始。
- 1946年（昭和21年）11月1日 - 旧・山陽パルプ工業の施設を継承し、山陽パルプ株式会社設立。
- 1949年（昭和24年）5月16日 - 東証1部に株式上場。
- 1951年（昭和26年）6月3日 - 島根化学工業を合併、江津工場発足。
- 1961年（昭和36年）10月1日 - 山陽スコット株式会社を設立。
- 1964年（昭和39年） - 東松山工場操業開始。

#### 国策パルプ工業
- 1938年（昭和13年）6月1日 - 国策会社として国策パルプ工業株式会社設立。
- 1940年（昭和15年）5月 - 全額出資で大日本再生製紙株式会社を設立。
- 1940年（昭和15年）6月 - 旭川工場操業開始。
- 1943年（昭和18年）4月 - 大日本再生紙勇払工場操業開始。
- 1945年（昭和20年）11月8日 - 大日本再生製紙を合併。
- 1968年（昭和43年）11月 - 小松島工場操業開始。

#### 山陽国策パルプ発足後
- 1972年（昭和47年）3月31日 - 山陽パルプと国策パルプ工業が合併、山陽国策パルプ株式会社に社名変更。

### 大昭和製紙
- 1919年（大正8年） - 寿製紙株式会社設立。
- 1927年（昭和2年）3月 - 昭和製紙株式会社設立。第一工場（後の吉永工場）操業開始。
- 1933年（昭和8年） - 昭和製紙第三工場（現在の富士工場鈴川製造部）操業開始。
- 1938年（昭和13年）9月23日 - 昭和製紙、大正工業、岳陽製紙、昭和産業、駿富製紙が合併し、大昭和製紙株式会社設立。
- 1951年（昭和26年） - 富士工場操業開始。
- 1960年（昭和35年）10月 - 白老工場操業開始。
- 1961年（昭和36年）6月16日 - 東証1部に上場。
- 1968年（昭和43年）
  - 4月1日 - 傘下の日本製紙（現在の日本製紙とは別、1971年（昭和46年）3月21日解散）と共同で、大昭和パルプ株式会社を設立。
  - 10月 - 大昭和パルプ岩沼工場操業開始。
- 1983年（昭和58年）4月1日 - 大昭和パルプ株式会社を吸収合併。
- 2001年（平成13年）
  - 3月23日 - 上場廃止。
  - 3月30日 - 日本製紙と事業統合、共同で持株会社の株式会社日本ユニパックホールディング（現在の日本製紙グループ本社）を設立。
  - 4月2日 - 日本製紙と共同で日本紙共販株式会社を、東北製紙株式会社および日本板紙株式会社と共同で日本板紙共販株式会社を設立。
  - 7月2日 - 日本紙共販が日本製紙・大昭和製紙両社の洋紙販売部門を統合し、営業開始。また日本板紙共販が大昭和製紙・東北製紙・日本板紙の板紙販売部門を統合し、営業開始。
- 2002年（平成14年）4月1日 - ユニボード事業部を分社化し、大昭和ユニボード株式会社を設立。
- 2003年（平成15年）4月1日 - 洋紙部門は日本紙共販とともに日本製紙に吸収され、板紙部門（吉永事業所）は日本板紙共販とともに日本大昭和板紙株式会社に吸収される。

### 日本製紙設立後
- 1993年（平成5年）4月1日 - 十條製紙が山陽国策パルプと合併、商号を日本製紙株式会社に変更。
- 2000年（平成12年）3月 - 都島工場（大阪市都島区善源寺町2丁目）閉鎖。
- 2001年（平成13年）
  - 3月23日 - 上場廃止。
  - 3月30日 - 大昭和製紙と経営を統合するため、共同で持株会社の株式会社日本ユニパックホールディング（後の日本製紙グループ本社）を設立、その完全子会社となる（2000年3月に経営統合を発表）。
  - 4月2日 - 大昭和製紙と共同で、日本紙共販株式会社を設立。
  - 7月2日 - 日本紙共販が日本製紙・大昭和製紙両社の洋紙販売部門を統合し、営業開始。
- 2002年（平成14年）10月1日 - DP・化成品事業本部（江津工場など）を分社化し日本製紙ケミカル株式会社を設立。外材事業本部を日本製紙木材株式会社に、ピュアパック事業本部を日本紙パック株式会社に譲渡。
- 2003年（平成15年）4月1日 - 洋紙・板紙事業の再編により、日本製紙が大昭和製紙および日本紙共販を合併。
- 2004年（平成16年）10月1日 - 機能材料事業部（東松山工場）を日本製紙ケミカルに譲渡。
- 2005年（平成17年）4月1日 - 富士工場と鈴川工場の組織を統合、富士工場とする。
- 2006年（平成18年）8月3日 - 記者会見を開き、王子製紙による敵対的買収の渦中にある、北越製紙の株式を10%近くまで買い増すことを明らかにした。買収の成立により、売り上げなどで大きく差がつくなど、日本製紙側にも少なからぬ影響が及ぶ可能性があり、それらから、会社の利益を守る自衛策だ、とした。
- 2007年（平成19年）6月 - 環境面における紙の役割を総合的に検討した結果、再生紙ラインナップを再編。洋紙の100%古紙配合製品生産終了。
- 2008年（平成20年）
  - 1月 - 古紙配合率偽装問題発覚。
  - 4月1日 - 日本製紙クレシアが日本製紙グループ本社の直接子会社となる。
  - 9月30日 - 伏木工場の閉鎖と小松島工場からの紙事業撤退。
- 2009年（平成21年）5月 - 本社を千代田区有楽町から千代田区一ツ橋へ移転。
- 2012年（平成24年）10月1日 - 日本製紙グループ本社の完全子会社である日本大昭和板紙、日本製紙の完全子会社である日本紙パック、日本製紙ケミカルの3社を吸収合併。それぞれ、日本製紙の板紙事業本部、紙パック事業本部、ケミカル事業本部となる。
- 2013年（平成25年）
  - 3月25日 - 本社を千代田区一ツ橋から千代田区神田駿河台へ移転。
  - 4月1日 - 日本製紙グループ本社と合併。存続会社は日本製紙で、合併後テクニカル上場制度によって約12年ぶりに東証一部に再上場。なお大証・名証へは上場しない。
- 2015年（平成27年）5月18日 - 四国コカ・コーラボトリングの株式をコカ・コーラウエストに譲渡。
- 2016年（平成28年）10月1日 - 段ボール原紙および重袋用・一般両更クラフト紙事業について、特種東海製紙株式会社と事業提携。特種東海製紙の島田工場を合弁会社である新東海製紙株式会社（特種東海製紙の子会社）に移管。両社の販売機能を合弁会社である日本東海インダストリアルペーパーサプライ株式会社（日本製紙の子会社）に移管[18][19][20]。
- 2020年（令和2年）
  - 1月 - 勇払事業所における製紙事業から撤退[21]。事業所はバイオマス発電所として利用。
  - 11月 - 釧路工場における紙・パルプ事業からの撤退を発表[22]
- 2021年（令和3年）
  - 7月8日 - 秋田工場の木材チップ貯蔵用サイロで火災が発生、サイロ4基とベルトコンベアなどを焼き、同月18日に鎮火した[23]。
  - 10月1日 - 釧路工場を廃止、日本製紙釧路エネルギー設立[24]。
- 2022年（令和4年）3月16日 - 福島県沖地震により、石巻工場と岩沼工場が被災。同月22日以降に順次操業を再開[25]。
- 2023年（令和5年）6月 - 秋田工場での洋紙生産から撤退[26]。

## 関係会社

### 紙・板紙事業
- 日本製紙パピリア（特殊紙）
- 新東海製紙（段ボール原紙）
- 十條サーマル（感熱紙）
- サイアム・ニッポン・インダストリアル・ペーパー（多用途薄物産業用紙（片艶紙））
- フェニックスパルプ&ペーパー（紙・パルプ）
- 日本紙通商（紙パルプ関連製品仕入販売）
- 国永紙業（紙類の裁断・加工販売）
- サンオーク
- 共同紙販ホールディングス（紙の裁断・販売）
- 日本東海インダストリアルペーパーサプライ（紙・板紙販売）
- ダイヤトレーディング（段ボール関連製品販売）
- ダイナ・ウェーブ・ホールディング・アジア
- 日本製紙USA

### 生活関連事業
- 日本製紙クレシア（家庭紙）
- 日本ダイナウェーブパッケージング（液体紙容器原紙）
- オパール（ペーパーオーストラリア）（段古紙回収、段原紙製造）
- ティーエス・パッケージング（軟包装）
- 日本製袋（クラフト紙袋、ポリ袋）
- 共栄製袋（クラフト紙袋）
- 大昭和加工紙業（紙類の加工）
- フローリック（コンクリート用化学混和剤）
- 日本デキシー（食品容器）
- リンテック（粘・接着製品）
- 日本トーカンパッケージ（段ボールシート・ケース）

### 木材・建材・土木関連事業
- 日本製紙木材（外材・製建材・パルプ材・チップ材の販売）
  - エヌ・アンド・イー
  - 南栄
  - ニチモクファンシーマテリアル
- 日本製紙ユニテック（建築・土木工事）
- 国策機工（建築設備工事）
- 大昭和ユニボード（メラミン樹脂加工高級化粧パーティクルボード）
- 日本製紙石巻テクノ（土木・建築工事）
- ニッポンペーパーリソーシズオーストラリア（植林およびチップ製造）
- アマパ・フロレスタル・エ・セルロース（植林およびチップ製造）

### エネルギー関連
- 日本製紙釧路エネルギー - 2021年10月1日の釧路工場廃止とともに設立され石炭火力発電を手掛ける[24]。
- 日本製紙石巻エネルギーセンター（電力卸供給販売）
- 日本製紙メガソーラー小松島（太陽光発電設備の運営および電気の販売）
- 鈴川エネルギーセンター（電力卸供給販売）
- 勇払エネルギーセンター（電力卸供給販売）

### その他の事業
- 桜井（インクジェットメディア・機器）
- 日本製紙総合開発（スポーツ・レジャー事業、緑化事業、不動産事業、丸沼高原スキー場を経営）
  - 日本製紙物流（倉庫業、貨物運送）
  - 旭新運輸（倉庫業、貨物運送）
  - 南光運輸（倉庫業、貨物運送）
- 豊徳（倉庫業、貨物運送）
- ジーエーシー（印刷業）
- 千代田スバック（不動産業）
- 国策共栄 - 北海道内で道路標識や看板等の製作を手掛ける。かつては旭川市内でショッピングセンターやガソリンスタンドを複数運営していたが、1990年代までにいずれも撤退している。

## 専用線

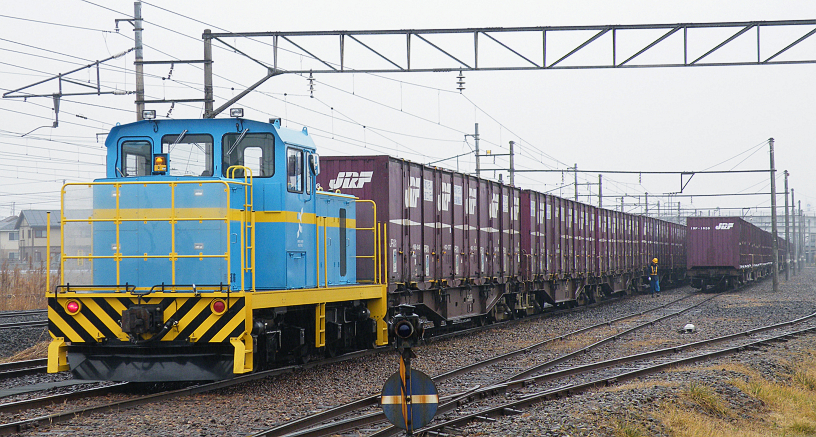
岩沼工場へ向かう貨車 (2009年)

モータリゼーション以前の大規模工場には、製品や原料などを輸送するために、周囲の鉄道駅から線路（専用線あるいは専用鉄道）が引き込まれることが多かった。日本製紙の前身である、十條製紙や山陽国策パルプ、大昭和製紙も例外ではなく、ほぼすべての工場に鉄道が引き込まれていた。
輸送方式の変更（トラック輸送への転換など）によって1970年代後半から1990年代前半にかけて多くが廃止・撤去されたが、2008年（平成20年）3月現在でも5工場で使用されている。以下は現存する工場の一覧で、括弧内は路線が接続する路線名および駅名である。
- 石巻工場 （仙石線・石巻港駅）
- 岩沼工場 （東北本線・岩沼駅）
- 富士工場 （東海道本線・富士駅および吉原駅）
- 伏木工場 （氷見線・伏木駅）
- 岩国工場 （山陽本線・岩国駅）

かつて専用線・専用鉄道が使用されていた工場は以下の通り。
- 釧路工場 （根室本線・新富士駅）
- 白老工場 （室蘭本線・萩野駅）
- 旭川工場 （宗谷本線・新旭川駅）
- 勇払工場 （日高本線・勇払駅）
- 秋田工場 （羽越本線・新屋駅）
- 十條工場 （東北本線・北王子駅。線路自体は日本製紙物流北王子倉庫の専用線として使用していたが、2014年3月14日運行終了）
- 江津工場 （山陰本線・江津駅）
- 八代工場 （鹿児島本線・八代駅）
- 坂本工場 （肥薩線・坂本駅）

## 関係する人物
- 渋沢栄一（王子製紙創業者）
- 齊藤知一郎（大昭和製紙創業者）
- 齊藤了英（大昭和製紙第2代社長）
- 前田正名（華族、財団法人前田一歩園）
- 斉藤舞子（フジテレビアナウンサー）曽祖父が大昭和製紙の創業者で祖父が日本製紙元名誉会長
- 蝶野正洋（レスラー）父・蝶野照正が山陽国策パルプ元専務
- くらもちふさこ（漫画家、父・倉持長次が日本製紙初代会長。作品中に山陽国策パルプ時代の社宅などをモデルとした事物が登場する）

## スポーツ関連

### 宮城球場の命名権取得
2007年（平成19年）秋、プロ野球・東北楽天ゴールデンイーグルスの本拠地、宮城球場の命名権募集に応募。他2社との競合の末、同年12月に命名権取得が決定。球場名を「日本製紙クリネックススタジアム宮城」（略称：Kスタ宮城、Kはクリネックスの頭文字）に改称することになった。契約期間は2008年（平成20年）1月1日から3年間で、契約金は年間2億5000万円。
しかし、命名権契約開始直後の1月16日に同社で製造した再生紙年賀はがきの古紙配合率偽装が発覚。命名権契約解消こそ免れたものの、ペナルティとして社名を削除されることになり、2月15日付で「クリネックススタジアム宮城」に再改称された。
契約満了2か月前の2010年（平成22年）11月1日、命名権契約を3年更新することを発表。前述のペナルティで削除されていた社名も加わることになり、2011年（平成23年）1月1日付で「日本製紙クリネックススタジアム宮城」に改称された。契約金は年間2億円に減額。
2度目の契約期間満了を目前に控えた2013年（平成25年）10月、翌年以降の契約更新を見送る旨を宮城県側に申し入れ、宮城県側もそれを了承。同年末を以って「日本製紙クリネックススタジアム宮城」の呼称は終了となった。

### 硬式野球部
石巻工場に十條製紙硬式野球部を継承した硬式野球部（日本製紙石巻硬式野球部）が存在する。2010年（平成22年）には都市対抗野球大会に出場した（第81回大会）。
また山陽国策パルプ時代には、旭川に硬式野球部が存在し、合併後も日本製紙旭川として活動していたが、2000年（平成12年）に石巻と統合された。

### 大昭和製紙硬式野球部
富士市の本社に硬式野球部が設置されていた。都市対抗野球大会に36回出場し、3度の全国制覇を果たした（1953年（昭和28年）の第24回大会、1970年（昭和45年）の第41回大会、1980年（昭和55年）の第51回大会）。
白老町の工場にも、これとは別に硬式野球部が設置されていた（大昭和製紙北海道）。都市対抗大会には18度出場し、1974年（昭和49年）の第45回大会で優勝している。

### 大昭和製紙陸上競技部
1948年（昭和23年）に創部された大昭和製紙陸上競技部は、小掛照二（三段跳）、室伏重信（ハンマー投）、鈴木章介（十種競技）、井上恭一郎（棒高跳）、福光久代（走高跳）ら、オリンピック代表に数々の選手を送り出し、また川崎清貴（円盤投）や小野富美子（女子短距離走）ら、日本陸上競技選手権大会優勝者を輩出した。
大昭和製紙陸上競技部は所属した選手が各種目で併せて20の日本記録を更新するなど、実業団の名門チームとしてその名を知られていた。しかし本社の経営上の都合もあって男子チームが1984年（昭和59年）に、女子チームが1993年（平成5年）にそれぞれ休部となってしまっている。

### 日本製紙クレインズ
2019年までアイスホッケーのアジアリーグ所属チーム「日本製紙クレインズ（現・ひがし北海道クレインズ）」を運営し、同社釧路工場を拠点としていた。また同チームのジュニアチームから派生した少年団「クレインズジュニア」が2021年には旧社名を冠した「JUJO jr.アイスホッケークラブ」に改称し十條製紙時代のユニフォームを用いクレインズの活動停止後も存続している。

## 日本製紙を題材とした作品
- 「紙つなげ! 彼らが本の紙を造っている」佐々涼子著（2014年6月）
- 「紙つなげ!」テレビ東京（2014年11月9日放映）上記を元にしたテレビドラマ[28]。